# Casa de Campo (Dominicaanse Republiek)
Casa de Campo is een resort in La Romana in de Dominicaanse Republiek. 
In 1975 ontwikkelde Gulf + Western, Centrale Suikerfabrieken La Romana, op 28 km2 van hun grond bij La Romana, Casa de Campo resort. Het hotel ligt aan de zuidoostkust van de Dominicaanse Republiek. Casa de Campo  is een tropische badplaats in de Ponderos-stijl.

## Geschiedenis
De eerste die van de luxe van deze enclave konden genieten waren vrienden van Charles Bluhdorn, Gulf + Western oprichter en CEO, die het geheel liet bouwen. Een van Bluhdorn's Dominicaanse vrienden, Óscar de la Renta, werd ingehuurd om het interieur te doen. Na de dood van Bluhdorn, kocht de Cubaanse-Amerikaanse Fanjul broers ('s werelds top suikerbaronnen) Casa, en opende het voor betalende gasten. Zonder afbreuk te doen aan het gevoel van exclusiviteit, is het ontwikkeld tot een van de meest complete resort in de regio.

## Golfbanen
De golfbaan van Casa de Campo is al meer dan drie decennia internationaal erkend. Golf architecten Pete Dye en zijn vrouw Alice hebben een huis in het Casa de Campo sinds de vroege jaren 1970, waar ze 300 lokale arbeiders leiden om met machetes het Diente del Perro (en:Teeth of the Dog, nl:Tanden van de hond, geopend in 1971) door de jungle en langs een rotsachtige kust te "branden". 's Werelds grootste golfers kwamen naar de koers, waarna het diende als decor voor de 1971 Sports Illustrated Swimsuit Issue. Het is tot nu toe de enige Caribische golfbaan die consequent in de top van 's werelds 100 koersen (meestal boven 50) staat. "The Links Cours" (geopend in 1974), alleen voor leden van de "La Romana Country Club", (geopend in 1990) hebben een binnenlandse indeling, gekruid met meren. De nieuwste Dye golfbaan, de veelgeprezen "Dye Fore" (geopend in 2000), met kliffen van 91 m boven de Rio Chavón, met uitzicht op Altos de Chavón (kopie van een mediterraans dorp), verre bergen en de nieuwe jachthaven. Dye bouwde onlangs een andere golfbaan op het plateau naast Dye Fore, de zogenaamde "Dye Fore Meren".

## Resort
Naast het feit dat Casa de Campo wordt beschouwd als een van de meest prestigieuze resorts in de Dominicaanse Republiek, beschikt het ook over meer dan 1.700 privé-villa's, die in prijs variëren van US $ 500.000 tot US 24 miljoen dollar, waardoor het ook een van de meest welvarende gemeenschappen, in het land is.
Casa de Campo heeft een moderne jachthaven met 400-ligplaats, voltooid in 2000, compleet met een scheepswerf met een 120-ton heflift, ontworpen door de Italiaanse architect Gian Franco Fini en lijkt op Portofino. Rondom deze haven zijn meer dan 70 restaurants, winkels, bars en huizen. In 2010 was Casa de Campo Marina gastheer voor de prestigieuze Rolex Farr 40 Sailing Cup.
Casa de Campo diende ook in 1987 als decor voor de Sports Illustrated Swimsuit Issue. 